# Tonj Acquaviva
Antonino Acquaviva, detto Tonj (Palermo, 12 maggio 1963 – Montpellier, 5 luglio 2024), è stato un compositore, cantautore e arrangiatore italiano.
Polistrumentista e ricercatore, dopo un esordio nella musica etnica tradizionale, la sua ricerca musicale lo portò a sperimentare all'inizio degli anni Ottanta la fusione tra elettronica trance e world music raccogliendo consensi internazionali.

## Biografia
Antonino Acquaviva, noto come Tonj Acquaviva, si avvicinò alla musica da autodidatta studiando chitarra negli anni Settanta per poi passare agli strumenti musicali etnici del Sud Italia e della Cordigliera andina, da quelli a corde e a fiato a quelli percussivi (quena, tarka, sikus, chitarra, mandolino, charango, bombo, tamburi a cornice, percussioni effettistiche, qraqeb, darbouka, cajón, tam-tam). Viaggiò in Europa facendo esperienze di artista di strada vivendo per alcuni anni tra Austria, Germania e Svizzera. Nel 1994 iniziò a esibirsi nei suoi vari progetti musicali in Europa, Sud America, Medio Oriente ed Asia. Nel 1999 ricevette il premio Taormina arti e scienze. Visse e lavorò tra Roma e Barcellona. 
Tonj Acquaviva morì a Montpellier il 5 luglio 2024 all'età di 61 anni in seguito ad un attacco cardiaco.

## Con gli Agricantus
Nel 1979 fondò il gruppo Agricantus, di cui fu direttore artistico e principale compositore, che da un iniziale progetto di musica etnica si sviluppoò in una ricerca musicale elettro-trans-world realizzando più di dieci cd e ottenendo con album come Tuareg, Ethnosphere e The best of Agricantus riconoscimenti internazionali e diversi premi tra cui il Premio Tenco (Targa Tenco) '96, Premio Augusto Daolio '96, Premio Italiano della Musica del '97 e il Premio Bodini (cultura del mediterraneo) nel 2011, che dedicò poi ad Amnesty International per il suo cinquantenario. Nel 2013 uscì Kuntarimari, concept album dedicato al mare e ai suoi racconti.

## Attività musicale

### Il progetto "Agave"
Alla fine degli anni Ottanta lo studio dei dialetti considerati come sonorità e scrittura, del canto e della batteria fusion lo portò a contaminare le musiche popolari dando origine al progetto Agave con riconoscimenti europei per l'album Maavro, prima escursione nella musica etno-rock che venne successivamente sviluppata in Agricantus.

### Il progetto "Weltlabyrinth"
Nel 1998 fondò il progetto Weltlabyrinth, progetto di avanguardia e sperimentazione musicale trans-rock, con la cantante Rosie Wiederkehr, approfondendo l'uso dell'elettronica digitale (sampler, sequencer, guitar synth, expander, trigger, processori d'effetti, wavedrum) integrandola al suo già personale set percussivo acustico.
Il progetto si sviluppò negli anni in parallelo con Agricantus attraverso sperimentazioni e performance volte alla fusione tra arti visive e musica. Nel 2000 la colonna sonora per "Evento Tibet" (presentato a Milano) divenne punto di partenza artistico per Ethnosphere. Nel 2001 vi fu l'omaggio allo scrittore Vincenzo Consolo su testi dello stesso, con la performance di musica e teatro «L'incanto del viaggio» presentato in Sicilia in occasione delle Orestiadi di Gibellina. Nel 2009 diede vita all'etichetta discografica Weltlabyrinth, assieme all'artista visiva Natacha Claudine Tanzilli.

### Il progetto "Acquaviva"
Nel 2009 fuse i suoi due principali progetti ("Agricantus" e "Weltlabyrinth") nel marchio Acquaviva, in cui proseguì la collaborazione con la cantante Rosie Wiederkehr e aggiunse alle sonorità trance-world, musicalità rock-psichedeliche, pubblicando il CD/DVD Millennium klima.

### Collaborazioni con altri artisti
Nel 1994 iniziò una lunga collaborazione musicale con l'artista visivo Emilio Leofreddi con produzioni artistiche multimediali quali: nel 1994, Im-Media; nel 1996, Caos (Palazzo delle Esposizioni di Roma); nel 1997 Mangiate pietà; nel 2002, Aiuole utopiche (Campus Galerie Bayreuth Germania-Oxford University Inghilterra); nel 2006, Dreams e nel 2009, Il respiro del mondo (Vittoriano di Roma).
Il percorso dell'artista diede vita nel 1998 alla co-produzione, insieme alla fotografa canadese Sheila McKinnon, del cd Under the Skull (prima pubblicazione a nome di Weltlabyrinth), con la collaborazione della cantante Rosie Wiederkehr, un viaggio sulla manipolazione del cervello umano da parte dei mass media.
Sempre con Sheila McKinnon, nel 2008 realizzò le musiche per il video Waiting for light.
Collaborò a vari lavori di compagnie teatrali (di sperimentazione, di figura, di avanguardia) E.X.I.L.84, Teatro Vagante, Kitonb. Partecipò all'album Il Secolo D'oro nel Nuovo Mondo, con la direzione di Gabriel Garrido. Fu ospite nell'album Home dei Fiamma Fumana. Coprodusse e arrangiò brani di diversi artisti world tra cui Nour Eddine Fatty, Unnaddarè, Teresa De Sio.

### Colonne sonore
Realizzò musiche per documentari tra cui Effetto morte di Paolo Brunatto e L'ultimo ponte tra Oriente e Occidente di Raimondo Bultrini. Partecipò alle colonne sonore del film Il bagno turco di Ferzan Özpetek e del film I giardini dell'Eden di Alessandro D'Alatri. Come Agricantus firmò le colonne sonore del film Placido Rizzotto di Pasquale Scimeca, del film Il figlio della luna di Gianfranco Albano e del film Il regista di matrimoni di Marco Bellocchio. Firmò diverse colonne sonore per alcuni documentari realizzati per conto della Convenzione di Barcellona e per il "Centro d'informazione e comunicazione" del Programma delle Nazioni Unite per l'Ambiente. Nel 2007 firmò la colonna sonora del film Liberi di giocare di Francesco Miccichè. Nel 2010, la colonna sonora dell'episodio Luce del nord di Stefano Sollima della serie TV Crimini.

## Discografia

### Agricantus
- 1993 – Gnanzù!
- 1995 – Viaggiari
- 1996 – Tuareg
- 1997 – Hale-Bopp souvenir
- 1998 – Kaleidos
- 1999 – Faiddi
- 1999 – The best of Agricantus
- 2000 – Ethnosphere (Weltlabyrinth)
- 2002 – Jamila, con Francesco Bruno
- 2002 – Calura
- 2005 – Habibi
- 2007 – Luna khina
- 2013 – Kuntarimari

### Acquaviva
- 2009 – Millennium klima - feat. Rosie Wiederkehr

### Agave
- 1989 – Maavro

### Weltlabyrinth
- 1989 – Under the Skull (Tonj Acquaviva/Sheila McKinnon)